# Deinocerites cancer
Deinocerites cancer är en tvåvingeart som beskrevs av Theobald 1901. Deinocerites cancer ingår i släktet Deinocerites och familjen stickmyggor. Inga underarter finns listade i Catalogue of Life.